# Lythria bimaculata
Lythria bimaculata är en fjärilsart som beskrevs av Gradl 1938. Lythria bimaculata ingår i släktet Lythria och familjen mätare. Inga underarter finns listade i Catalogue of Life.